# Pa de Tramuntana

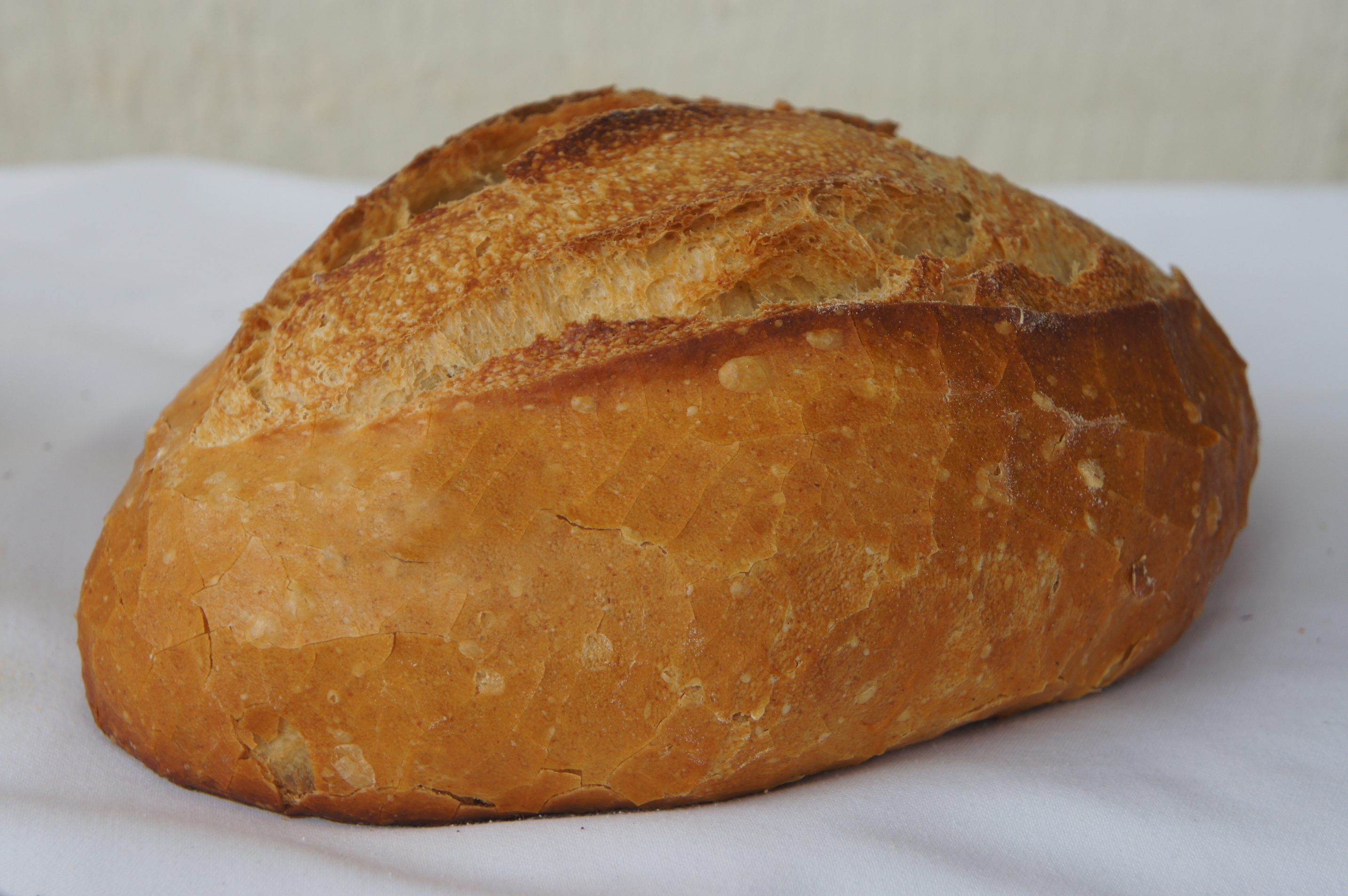
Pa de Tramuntana

El pa de la tramuntana és un tipus de pa elaborat pels Flequers Artesans de les Comarques Gironines amb varietats antigues del Parc Natural dels Aiguamolls. La crosta de color bru amb olor de pasta mare.